# 브루크안데어라이타군

브루크안데어라이타군의 위치

브루크안데어라이타군(독일어: Bezirk Bruck an der Leitha)은 오스트리아 니더외스터라이히주에 위치한 군으로 행정 중심지는 브루크안데어라이타이며 면적은 703.11km2, 인구는 108,570명(2023년 기준), 인구 밀도는 154명/km2이다. 북쪽으로는 겐제른도르프군, 북동쪽으로는 빈, 동쪽으로는 뫼들링군, 남서쪽으로는 바덴군, 남쪽으로는 부르겐란트주 아이젠슈타트움게붕군, 남동쪽으로는 부르겐란트주 노이지들암제군과 접하며 동쪽으로는 슬로바키아와 국경을 접한다.

## 하위 행정 구역
5개 도시, 14개 시장도시, 14개 일반 시를 관할한다.
- 도시
  - 브루크안데어라이타(Bruck an der Leitha)
  - 피샤멘트(Fischamend)
  - 하인부르크안데어도나우(Hainburg an der Donau)
  - 마너스도르프암라이타게비르게(Mannersdorf am Leithagebirge)
  - 슈베하트(Schwechat)
- 시장도시
  - 아우암라이타게비르게(Au am Leithaberge)
  - 바트도이치알텐부르크(Bad Deutsch-Altenburg)
  - 엔처스도르프안데어피샤(Enzersdorf an der Fischa)
  - 괴첸도르프안데어라이타(Götzendorf an der Leitha)
  - 그라마트노이지들(Gramatneusiedl)
  - 힘베르크(Himberg)
  - 호프암라이타베르게(Hof am Leithaberge)
  - 레오폴츠도르프(Leopoldsdorf)
  - 페트로넬카르눈툼(Petronell-Carnuntum)
  - 프렐렌키르헨(Prellenkirchen)
  - 로라우(Rohrau)
  - 슈바도르프(Schwadorf)
  - 조메라인(Sommerein)
  - 트라우트만스도르프안데어라이타(Trautmannsdorf an der Leitha)
- 일반 시
  - 베르크(Berg)
  - 에버가싱(Ebergassing)
  - 괴틀레스브룬아르베스탈(Göttlesbrunn-Arbesthal)
  - 하슬라우마리아엘렌트(Haslau-Maria Ellend)
  - 회프라인(Höflein)
  - 훈츠하임(Hundsheim)
  - 클라인노이지들(Klein-Neusiedl)
  - 란첸도르프(Lanzendorf)
  - 마리아란첸도르프(Maria-Lanzendorf)
  - 모스브룬(Moosbrunn)
  - 라우헨바르트(Rauchenwarth)
  - 샤른도르프(Scharndorf)
  - 볼프스탈(Wolfsthal)
  - 츠뵐팍싱(Zwölfaxing)